# Saint-Sévère
Saint-Sévère är en kommun av typen socken (municipalité de paroisse) i provinsen Québec i Kanada. Den ligger i regionen Mauricie, i den sydöstra delen av landet, 240 km öster om huvudstaden Ottawa. Antalet invånare var 337 vid folkräkningen 2021. Landarean är 32 kvadratkilometer.